# Mīnjāb-e Jadīd
Mīnjāb-e Jadīd (persiska: مِنجابِ قَديم, مِنجاب, منجاو قدیم, Menjāb-e Qadīm, Menjāv-e Qadīm, مینجاب جدید, منجاب جدید) är en ort i Iran.   Den ligger i provinsen Östazarbaijan, i den nordvästra delen av landet, 500 km nordväst om huvudstaden Teheran. Mīnjāb-e Jadīd ligger 1 307 meter över havet och antalet invånare är 144.
Terrängen runt Mīnjāb-e Jadīd är kuperad åt nordost, men åt sydväst är den bergig. Runt Mīnjāb-e Jadīd är det ganska glesbefolkat, med 27 invånare per kvadratkilometer. Närmaste större samhälle är Hūrānd, 6,0 km sydost om Mīnjāb-e Jadīd. Trakten runt Mīnjāb-e Jadīd består i huvudsak av gräsmarker.